# Joaquín de los Santos
Joaquín de los Santos (Ciudad de Corrientes, Corrientes, Argentina,  11 de febrero de 1859 - † Ciudad de Formosa, provincia de Formosa, Argentina, 1941) fue un político argentino que se desempeñó como intendente de la ciudad de Formosa en 1893 y 1930.

## Biografía
Joaquín de los Santos fue uno de los tres hijos del matrimonio formado por Joaquín de los Santos (padre) y Mercedes Ramírez. Nació en la ciudad de Corrientes el 11 de febrero de 1859. Los restantes dos hermanos fueron Rafael, que se radicó en Rosario de Santa Fe, y Florentino, quien permaneció en Corrientes.
Joaquín permaneció en la ciudad de nacimiento hasta su juventud. Contrajo matrimonio con Concepción Bermúdez, una porteña radicada en Corrientes, dos años menor que su esposo y que descendía de Pedro Bermúdez e Isidora López, nieta por línea paterna de Manuel Antonio Bermúdez, español  fallecido en la península ibérica. Tras el nacimiento de los dos primeros hijos del matrimonio, Antonio y Joaquín, la familia se radicó en Formosa. 
Se ubicó en una vivienda que él construyó en el solar de 50 m por avenida 25 de mayo y 50 m por calle Moreno. Ese inmueble lo compró el 11 de septiembre de 1889 a Zenón Arriaga quien lo había adquirido una semana antes a Martha Vallejos. 
A modo de ejemplo diremos que, encontrándose las calles en pésimo estado, el 12 de abril de 1887, Joaquín de los Santos y la Municipalidad firmaron un contrato, por el cual se encomendó al primero el abovedamiento de algunas arterias, tarea que se hacía con pala y pala de buey.
Días antes, el 13 de marzo, Joaquín de los Santos solicitó permiso a la Corporación Municipal para abrir un reñidero de gallos, recibiendo la correspondiente autorización para su funcionamiento los días festivos, previo pago de un canon anual de $ 30.00.Cuando recién había cumplido treinta años, Joaquín de los Santos fue designado, por unos meses, comisario de policía.

## Cárcel
Es considerado fundador y primer alcaide de la Cárcel de Formosa. Poco tiempo después, en ese mismo año,  resultó elegido en comicios generales Juez de Paz del primer departamento desempeñando esas funciones a partir de agosto de 1889 en carácter de "Juez de Paz Sustituto" para luego continuar como titular hasta mayo del año siguiente.
Finalizadas esas tareas, se desempeñó como fiscal y defensor "ad hoc" del Juzgado Letrado de Formosa. Al asumir  Miguel Figueroa Ovejero como presidente de la Corporación Municipal (actual cargo de intendente), Joaquín de los Santos actuó como secretario. Sin embargo, el 9 de junio de ese mismo año fue elegido miembro de la  Corporación y, en reunión de la misma, resultó designado presidente, cargo que ejerció hasta enero del año siguiente.
Durante su permanencia en nuestra ciudad, la familia recibió tres nuevos hijos; María Luisa, Haydeé y Edda.
En la primera década del siglo pasado Joaquín de los Santos se desempeñó como defensor de menores del Juzgado Letrado de Formosa. Ello no impidió una intensa participación en numerosas comisiones de bien público. Los registros de la época dan cuenta que casi ineludiblemente la Municipalidad incorporaba a Joaquín de los Santos en toda comisión de ayuda social que  conformaba.

## Cesante
El 8 de septiembre de 1925 fue declarado cesante como "Defensor de Menores, Pobres y Ausentes" por entrar en vigencia una disposición que exigía el título de abogado. Criticando esta directiva, el periódico "La Semana", de la ciudad de Formosa, en su edición del viernes 18 de ese mes, la calificaba de injusta. Tal afirmación la sustentaba diciendo que el afectado ofrecía una impecable trayectoria y algunos abogados diplomados que actuaban en Formosa tenían una pobre capacidad profesional. "Sus propios enemigos políticos le reconocen méritos y elogian su inteligencia y laboriosidad", decía la publicación. Joaquín de los Santos acreditaba por entonces treinta y tres años de servicios computados en jurisdicción nacional.
El 14 de abril de 1930 fue designado intendente municipal interino, ejerciendo esas funciones hasta el 9 de octubre del mismo año.
Por esos días, Joaquín de los Santos había vendido la casa de Moreno y 25 de Mayo, en diagonal con la Catedral de Formosa y se había trasladado a una vivienda sita en Ituzaingó N.º 55, y de allí a una casa de tres cuerpos, tipo rancho, de su propiedad, que se ubicaba en la esquina noroeste de Saavedra y Mitre, en un terreno de 50 metros por Saavedra (N.º 600 al 650)  y 25 metros por Mitre (N.º 575 al 599). En esa vivienda, ocupada por la pareja de ancianos, falleció Concepción Bermúdez de los Santos, el 7 de agosto de 1937, cuando tenía 80 años de edad. 
Hacia fines de 1939, con ochenta años de edad, Joaquín de los Santos trasladó su domicilio a Yrigoyen esquina San Martín en donde vivió con los modestos recursos de una jubilación como empleado del Estado nacional, hasta su muerte, ocurrida  en 1941.